# Юксари
Юксари́ (рос. Юксары, марій. Йӱксар) — село у складі Кілемарського району Марій Ел, Росія. Адміністративний центр Юксарського сільського поселення.

## Населення
Населення — 280 осіб (2010; 285 у 2002).
Національний склад (станом на 2002 рік):
- марі — 92 %